# چنگر
چَنگَرها، (نام علمی: Fulica) پرنده‌ای آبزی به رنگ سیاه است که رنگ سر و گردنش براق‌تر و نوک و پیشانی‌اش سفید رنگ است.
چنگر از راستهٔ کلنگ‌سانان (Gruiformes) و خانوادهٔ یلوگان (Rallidae) است.
نام محلی این گونه در بیشتر مناطق استان گیلان، با همین نام چنگر است. در استان سیستان و بلوچستان، با نام چور، نامیده می‌شود. نام محلی آن در مازندران (بهشهر، بابل و فریدونکنار)، پِرِلا است. نام این پرنده به زبان ترکمنی بَراق می‌باشد. چنگریان، یکی از روستاهای پیرامون رضوانشهر است.
پرده‌های میان انگشتان چنگر با پردهٔ پای پرندگان پرده دار، بسیار متفاوت و شبیه برگ‌های کوچکی در اطراف انگشتان است.
چارخو از خویشان نزدیک این گونه است.

## گونه‌ها
- چنگر کاکلی Fulica cristata
- چنگر اوراسیایی Fulica atra
- چنگر هاوایی Fulica alai
- چنگر آمریکایی Fulica americana
- چنگر کارائیب Fulica caribaea
- چنگر بال‌سفید Fulica leucoptera
- چنگر آندی Fulica ardesiaca
- چنگر پاسرخ Fulica armillata
- چنگر پیشانی‌سرخ Fulica rufifrons
- چنگر غول‌آسا Fulica gigantea
- چنگر شاخدار Fulica cornuta
- چنگر ماسکارین Fulica newtoni) <small)>(منقرض)

## نگاره

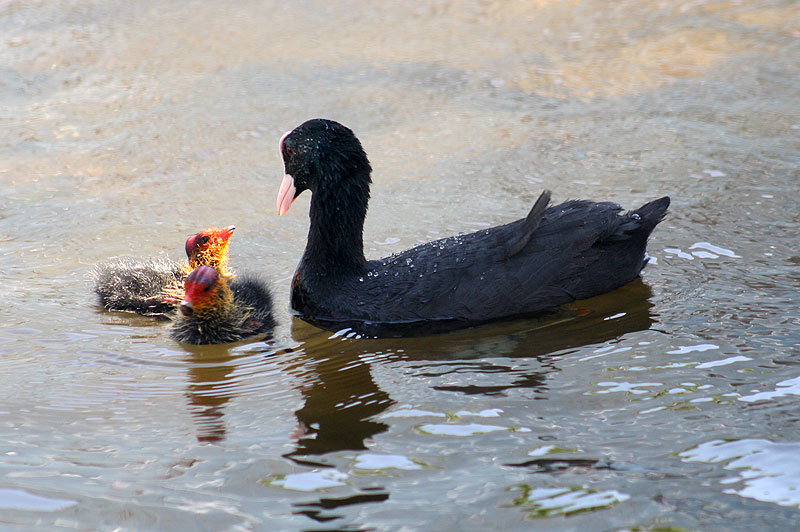
چنگر و جوجه‌هایش.
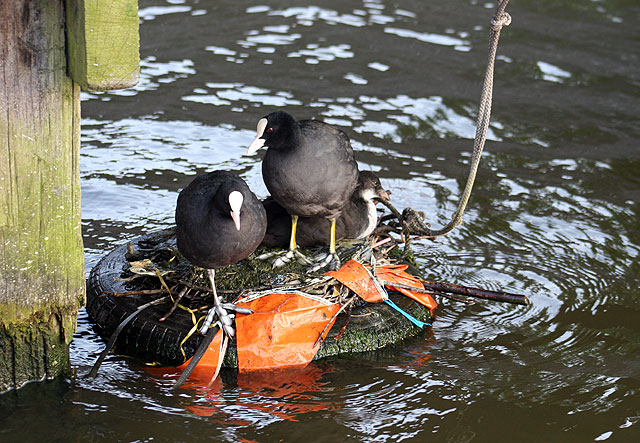
چنگرها بر روی یک حلقه لاستیک، لانه ساخته‌اند.